# 59e cérémonie des New York Film Critics Circle Awards
La 59e cérémonie des New York Film Critics Circle Awards, décernés par le New York Film Critics Circle, a eu lieu le 16 janvier 1994, et a récompensé les films réalisés dans l'année précédente.

## Palmarès

### Meilleur film
- La Liste de Schindler (Schindler's List)
  - La Leçon de piano (The Piano)
  - Naked

### Meilleur réalisateur
- Jane Campion pour La Leçon de piano (The Piano)
  - Steven Spielberg pour La Liste de Schindler (Schindler's List)
  - Mike Leigh pour Naked

### Meilleur acteur
- David Thewlis pour le rôle de Johnny dans Naked (film, 1993)
  - Anthony Hopkins pour ses rôles dans Les Ombres du cœur (The Remains of the Day) et Les Vestiges du jour (Shadowlands)
  - Daniel Day-Lewis pour le rôle de Gerry Conlon dans Au nom du père (In the Name of the Father)

### Meilleure actrice
- Holly Hunter pour le rôle de Ada McGrath dans La Leçon de piano (The Piano)
  - Ashley Judd pour le rôle de Ruby Lee Gissing dans Ruby in Paradise
  - Emma Thompson pour le rôle de Miss Sarah "Sally" Kenton dans Les Vestiges du jour (The Remains of the Day)

### Meilleur acteur dans un second rôle
- Ralph Fiennes pour le rôle de Amon Göth dans La Liste de Schindler (Schindler's List)
  - Leonardo DiCaprio pour ses rôles dans Gilbert Grape (What's Eating Gilbert Grape) et Blessures secrètes (The Boy's life)
  - John Malkovich pour le rôle de Mitch Leary dans In the Line of Fire

### Meilleure actrice dans un second rôle
- Gong Li pour le rôle de Juxian dans Adieu ma concubine (霸王別姬, Bàwáng biéjī)
  - Rosie Perez pour ses rôles dans Cœur sauvage (Untamed Heart) et État second (Fearless)
  - Jennifer Jason Leigh pour le rôle de Lois Kaiser dans Short Cuts

### Meilleur scénario
- La Leçon de piano (The Piano) – Jane Campion
  - La Liste de Schindler (Schindler's List) – Steven Zaillian
  - Un jour sans fin (Groundhog Day) – Harold Ramis et Danny Rubin

### Meilleure photographie
- La Liste de Schindler (Schindler's List) – Janusz Kamiński
  - Le Temps de l'innocence – Michael Ballhaus
  - La Leçon de piano (The Piano) – Stuart Dryburgh

### Meilleur film en langue étrangère
- Adieu ma concubine (霸王別姬, Bàwáng biéjī) •  Chine /  Hong Kong
  - Qiu Ju, une femme chinoise (秋菊打官司, Qiu Ju da guan si) •  Chine
  - El Patrullero •  Mexique

### Meilleur documentaire
- Visions of Light
  - The War Room
  - Rock Hudson's Home Movies